# Vittorino Girardi
Vittorino Girardi Stellin, M.C.C.I. (24 de marzo de 1938, Lendinara, provincia de Rovigo, zona de Véneto, Italia) por designación del 13 de junio de 2002, de S.S. Juan Pablo II ocupa el cargo de tercer Obispo de Tilarán.

## Biografía
Realizó sus estudios primarios en su ciudad natal de Lendinara; y secundarios en el Seminario Diocesano de Rovigo y el Seminario Menor de los Misioneros Combonianos. Los estudios de filosofía y teología los hizo en el Seminario Mayor de los Misioneros Combonianos y la Pontificia Universidad Urbaniana (Roma); realizó sus votos perpetuos el 9 de setiembre de 1962. Recibió el Sacramento del Orden Sagrado del Sacerdocio el 30 de marzo de 1963 de manos del Cardenal Micara, vicario de S.S. Juan XXIII en la Basílica Mayor de San Juan de Letrán (Roma).
Obtuvo el Doctorado de Teología en Roma en 1982 y es diplomado en Filosofía del Ateísmo y Pastoral de la Acción Católica por la Conferencia Episcopal Italiana y en Mariología por el "Marianum" de Roma.
Desempeñó su misión sacerdotal en varios países: España, como formador de seminaristas de 1963 a 1975; en Nairobi (Kenia) como Rector del Seminario de los "Apóstoles de Jesús" de 1975 a 1979; en México como profesor de la Universidad Pontificia y del Seminario Mayor Arquidiocesano de 1982 a1993. A partir de 1993 ha permanecido en Costa Rica como formador del Seminario Comboniano en Sagrada Familia y profesor de la Universidad Católica, Universidad Juan Pablo II y el Instituto Teológico de América Central.
San Juan Pablo II lo nombra Tercer Obispo de la Diócesis de Tilarán-Liberia el 13 de julio de 2002, siendo Consagrado Obispo el 21 de setiembre del mismo año en la Catedral de Tilarán, y tomando Posesión de su Cargo Episcopal, en la misma fecha. Cargo que ocupó hasta el 6 de febrero del 2016 siendo sucedido por designación de S.S el Papa Francisco por Mons Manuel Eugenio Salazar Mora, convirtiéndose así en Obispo Emérito de la diócesis de Tilarán-Liberia hasta la fecha.

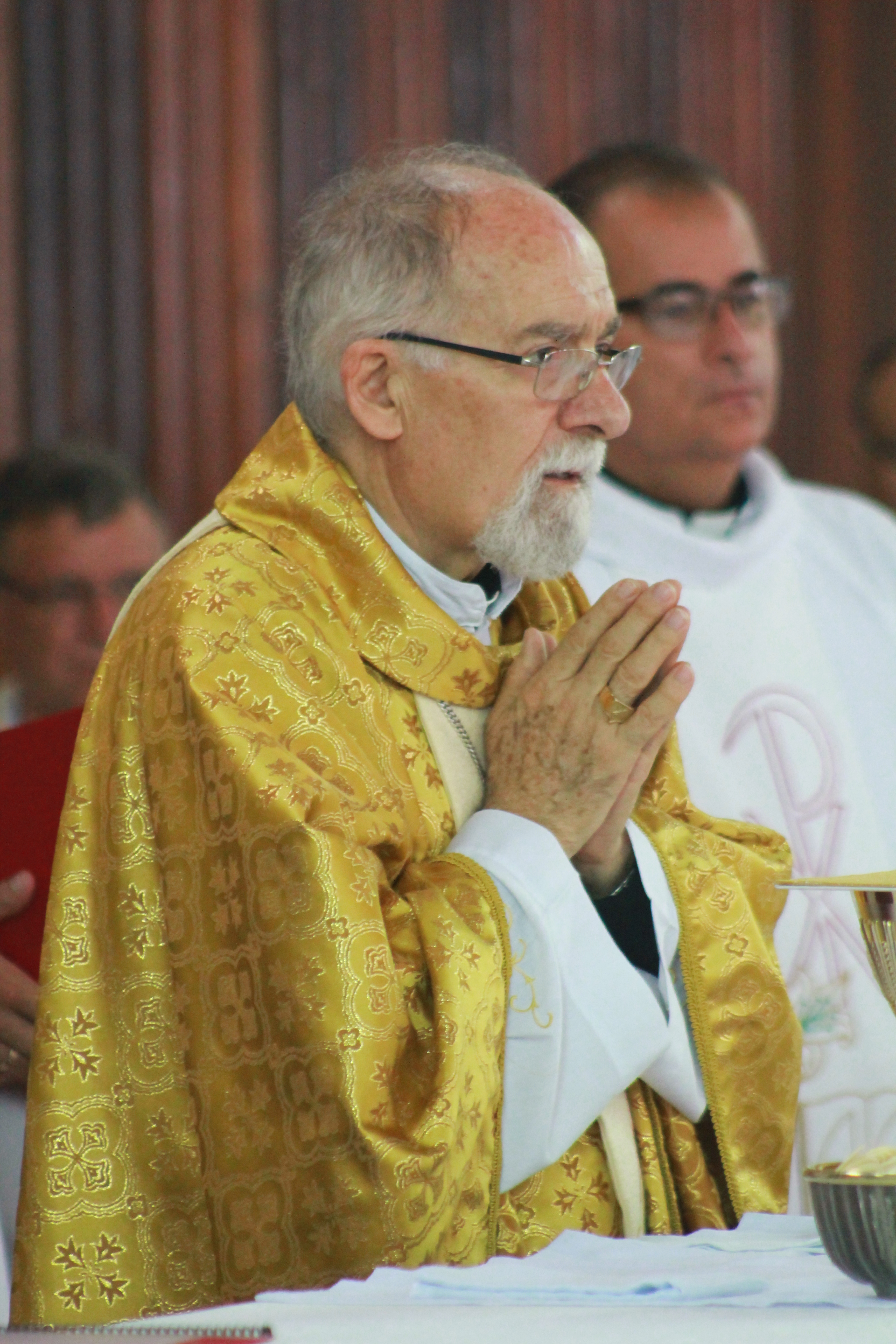
Misa Crismal.